# Perint (vattendrag i Ungern)
Perint är ett vattendrag i Ungern.   Det ligger i provinsen Vas, i den västra delen av landet, 180 km väster om huvudstaden Budapest.